# Province orientale (république démocratique du Congo)
Pour les articles homonymes, voir Oriental.
1919–1963
1966–2015
Entités précédentes :
- District de l'Uélé

Entités suivantes :
- Costermansville (1932)
- Bas-Uélé
- Haut-Uélé
- Ituri
- Tshopo

La Province orientale (anciennement Stanleyville, Haut-Zaïre et Haut-Congo) est une ancienne province du Congo belge puis de la république démocratique du Congo.
En 2015, la Province orientale a été divisée en quatre nouvelles provinces : Bas-Uélé, Haut-Uélé, Ituri et Tshopo.

## Démographie

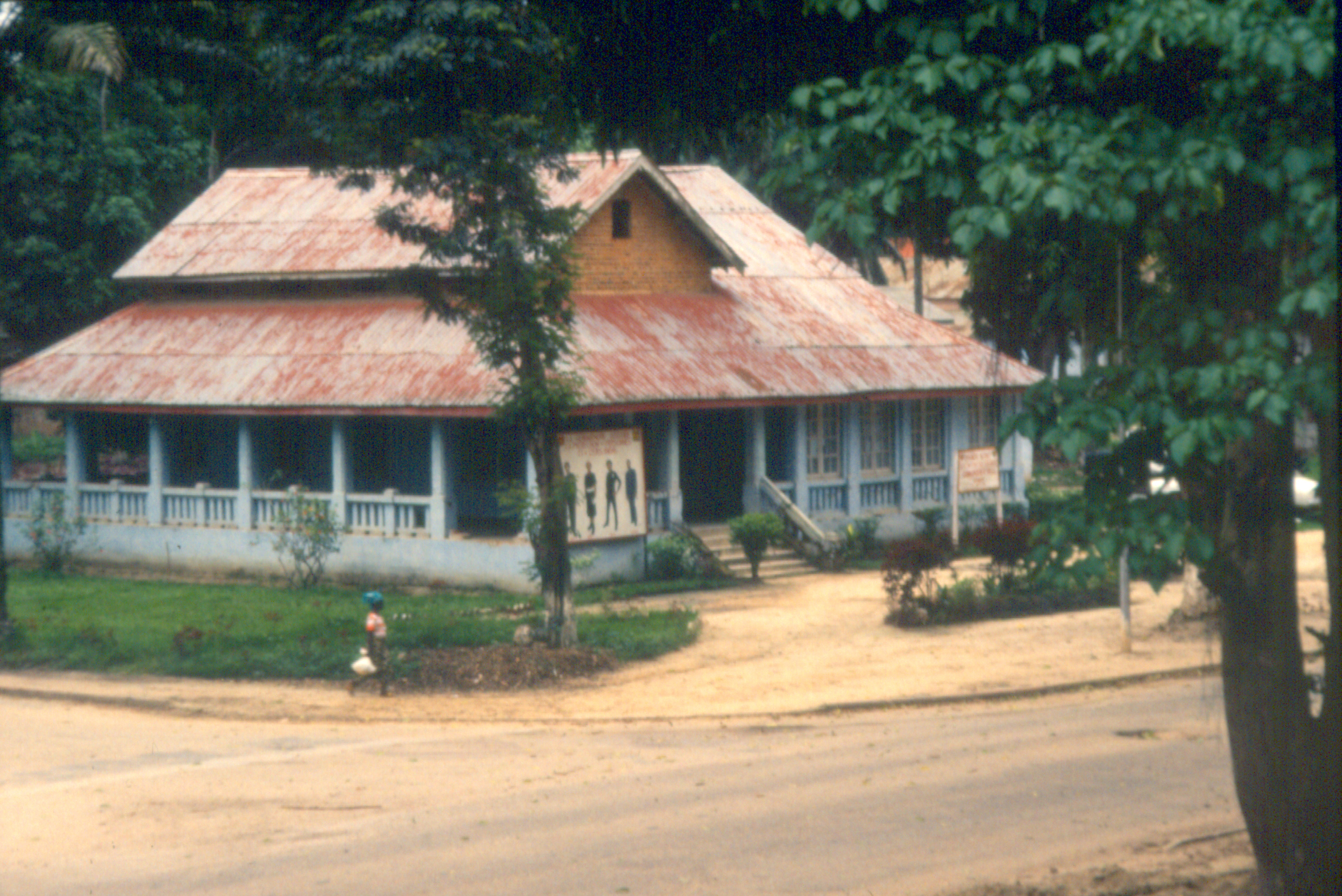

Les principaux groupes ethniques sont Lokele, Topoké,Basoko, Mbolé, Bango, Ngélémé, Moru-Mangbétu, Bira-Héma, Balendu, Indru, Alur, Lésé, Lendu, Bila, boa,Balendru, Lendu Bindi, Lugbara etc.

## Géographie
La Province orientale était située dans le Nord-Est de la république démocratique du Congo. Elle bordait les anciennes provinces de l'Équateur à l'ouest, du Kasaï-Oriental au sud-ouest, du Maniema et du Nord-Kivu au sud.
Elle possédait également des frontières avec les États de l'Ouganda, du Soudan du Sud et de la République centrafricaine.
Le chef-lieu de la province était Kisangani.
La Province orientale était la plus grande province du pays, avec une superficie comparable à celle de l’Espagne (503 239 km2).
La forêt équatoriale en occupait plus de la moitié de la superficie.